# Cicciolina amore mio
Cicciolina amore mio è un film del 1979, diretto da Amasi Damiani, Bruno Mattei e Riccardo Schicchi (non accreditato). È un film erotico autobiografico con protagonista Ilona Staller, meglio nota con il nome di Cicciolina.

## Trama
Riccardo sogna di ascoltare Cicciolina a Radio Luna, dove dà consigli sull'amore, mentre è immersa in luci colorate, cavalca un cavallo bianco, fa l'amore con se stessa e con uomini senza volto. Intanto la ragazza gira in motorino per le vie di Roma, mentre indossa solo un vestitino trasparente. Gli automobilisti sono distratti da lei, al punto che rischiano anche un tamponamento a catena. Riccardo non si dà pace: vuole diventare il fotografo personale di Cicciolina, e così le telefona tutte le sere lasciando messaggi nella sua segreteria telefonica, finché lei accetta di incontrarlo. Quando finalmente Cicciolina appare, Riccardo gli rivela il suo sogno di diventare il suo fotografo personale, lei acconsente, permettendogli di fotografarla nuda. La giovane gli permette anche di assistere alle sessioni di registrazione del suo album, dove canta "Labbra" e "Più su sempre più su".
Durante un'altra sessione fotografica Riccardo conduce Cicciolina in motorino a Saturnia; i due arrivano in riva ad un fiume destinato alla ripresa delle immagini. Intanto, tre loschi individui avevano osservato la coppia per tutto il tempo e ora che Riccardo si è allontanato i tre ne approfittano per cercare di stuprare Cicciolina. Riccardo interviene e i due cercheranno di affogarlo nelle acque del fiume. Dopo questa esperienza, Cicciolina rilascia una dichiarazione radiofonica, in cui quando parlando di stupro, dirà "è colpa nostra". La ragazza giustifica la violenza carnale dicendo che è colpa delle donne perché non si concedono se vengono stuprate.
Dopo che Riccardo si è trasferito a casa di Cicciolina, quest'ultima va a lavorare in teatro, dove davanti ai suoi fans, si esibisce in uno dei suoi spettacoli danzanti all'interno di una bolla di plastica, giocando con le colombe e cantando le sue canzoni. Riccardo da dietro le quinte applaude e si congratula con lei. Poco dopo essersene andato di casa, la sorella del ragazzo viene stuprata da un vicino che si presenta in casa sua, per chiederle due limoni. Lui la prende con la forza, e lei, alla fine cede, concedendosi e partecipando con passione.

## Produzione
Damiani è accreditato come A. Van Dike, mentre Mattei come Jimmy B. Matheus; Schicchi invece non è accreditato tra i registi. Dopo questo film, la Staller intraprenderà la carriera nel cinema pornografico.
Giancarlo Marinangeli è il protagonista maschile e interpreta Riccardo, un ragazzo che si innamora di Cicciolina e che vuole diventare il suo fotografo personale. Il film ha ricevuto critiche negative ed ha guadagnato al botteghino 34 milioni di lire.

## Distribuzione
Il DVD del film è stato distribuito dalla Sony Pictures Home Entertainment l'8 marzo 2005, ed è stato vietato ai minori di 14 anni, nonostante all'uscita nei cinema venne vietato ai minori di 18 anni (v.c. 73592 del 31-05-79 - fonte Anica).

## Colonna sonora
Nel film sono incluse due canzoni del suo album di debutto Ilona Staller, pubblicato nel 1979 dalla RCA Italiana. La colonna sonora completa del film, composta da Gianni Marchetti è invece stata pubblicata solamente nel 2013 da Beat Records Company in formato CD.

### Tracce
Lato A
1. I Was Made For Dancing (Single Edit) – 3:14
2. Cicciolina, Amore Mio (Seq. 1) – 3:13
3. Cicciolina, Amore Mio (Seq. 2) – 3:48
4. Cicciolina, Amore Mio (Seq. 3) – 2:58
5. Cicciolina, Amore Mio (Seq. 4) – 4:38
6. Cicciolina, Amore Mio (Seq. 5) – 2:36
7. Cicciolina, Amore Mio (Seq. 6) – 1:31
8. Cicciolina, Amore Mio (Seq. 7) – 3:39
9. Cicciolina, Amore Mio (Seq. 8) – 2:34
10. Cicciolina, Amore Mio (Seq. 9) – 2:58
11. Cicciolina, Amore Mio (Seq. 10) – 2:18
12. Cicciolina, Amore Mio (Seq. 11) – 1:37
13. Cicciolina, Amore Mio (Seq. 12) – 2:39
14. Cicciolina, Amore Mio (Seq. 13) – 2:11
15. Cicciolina, Amore Mio (Seq. 14) – 4:49
16. Cicciolina, Amore Mio (Seq. 15) – 4:37
17. Cicciolina, Amore Mio (Seq. 16) – 6:17
18. Cicciolina, Amore Mio (Seq. 17) – 2:19
19. Cicciolina, Amore Mio (9M1) – 2:17

Lato B
1. Più Su Sempre Più Su (Original Single) – 3:48
2. I Was Made For Dancing (Long Version) – 6:11